# 경상남도교육청
경상남도교육청(慶尙南道敎育廳, Gyeongsangnamdo Office of Education)은 대한민국 경상남도 창원시에 위치한 경상남도의 교육에 관한 사무를 담당하는 지방교육행정기관이다. 경상남도교육감은 지방정무직공무원(차관급)으로 보한다. 본청은 경상남도 창원시 성산구 중앙대로 241에, 제2청사는 경상남도 창원시 성산구 용지로 264에 위치해 있다.

## 연혁
- 1952년: 경상남도교육위원회 설치.
- 1962년: 경상남도교육위원회 폐지. 소관 사무는 경상남도청 교육국으로 이관.
- 1964년 1월 1일: 경상남도교육위원회 설치.
- 1973년 9월 25일: 경상남도교육위원회 청사 이전 (부산시 서구 서대신동 3가 162-3)
- 1981년 8월 1일: 부교육감제 폐지.
- 1983년 9월 23일: 경상남도교육위원회 청사 이전 (창원시 용호동 6-1번지)
- 1991년 3월 26일: 경상남도교육청으로 개편.
- 2017년 2월 2일: 제2청사 개청
- 2021년 7월 1일: 제1청사, 제2청사 주소 의창구에서 성산구로 변경

## 조직
| \| 국 \| 담당관실·과 \| \| 교육감 산하 하부조직 \| 교육감 산하 하부조직 \| \| ---------------------- \| ---------------------------------------------------------------------------------- \| \| \| - 홍보담당관실 - 교육활동보호담당관실 \| \| 부교육감 산하 하부조직 \| \| \| \| - 정책기획관실 - 감사관실 - 유보통합추진단 \| \| 학교정책국 \| - 학교혁신과 - 유아특수교육과 - 초등교육과 - 중등교육과 - 진로교육과 \| \| 미래교육국 \| - 창의인재과 - 민주시민교육과 - 체육예술건강과 - 교육복지과 - 기후환경교육추진단 \| \| 행정국 \| - 총무과 - 학교지원과 - 안전총괄과 - 재정과 - 노사협력과 - 시설과 - 미래학교추진단 \| | - 경상남도교육연수원 - 경상남도교육연구정보원 - 경상남도과학교육원 - 경상남도학생교육원 - 합천종합야영수련원 - 경상남도산촌유학교육원 - 경상남도유아교육원 - 경상남도교육종합복지관 - 경상남도교육시설감리단 - 경상남도진산학생교육원 - 경상남도특수교육원 - 경상남도립 공공도서관 - 창원도서관 - 마산도서관 - 김해도서관 - 도립대학교 - 거창대학 - 남해대학 - 경상남도창원교육지원청 - 경상남도진주교육지원청 - 경상남도통영교육지원청 - 경상남도사천교육지원청 - 경상남도김해교육지원청 - 경상남도밀양교육지원청 - 경상남도거제교육지원청 - 경상남도양산교육지원청 - 경상남도의령교육지원청 - 경상남도함안교육지원청 - 경상남도창녕교육지원청 - 경상남도고성교육지원청 - 경상남도남해교육지원청 - 경상남도하동교육지원청 - 경상남도산청교육지원청 - 경상남도함양교육지원청 - 경상남도거창교육지원청 - 경상남도합천교육지원청 |
| 국 | 담당관실·과 |
| 교육감 산하 하부조직 | |
| | - 홍보담당관실 - 교육활동보호담당관실 |
| 부교육감 산하 하부조직 | |
| | - 정책기획관실 - 감사관실 - 유보통합추진단 |
| 학교정책국 | - 학교혁신과 - 유아특수교육과 - 초등교육과 - 중등교육과 - 진로교육과 |
| 미래교육국 | - 창의인재과 - 민주시민교육과 - 체육예술건강과 - 교육복지과 - 기후환경교육추진단 |
| 행정국 | - 총무과 - 학교지원과 - 안전총괄과 - 재정과 - 노사협력과 - 시설과 - 미래학교추진단 |

## 같이 보기
- 경상남도교육감.
- 경상남도 부교육감.
- 대한민국 교육부.
- 경상남도청.
- 경상남도의회.